# Православие во Вьетнаме

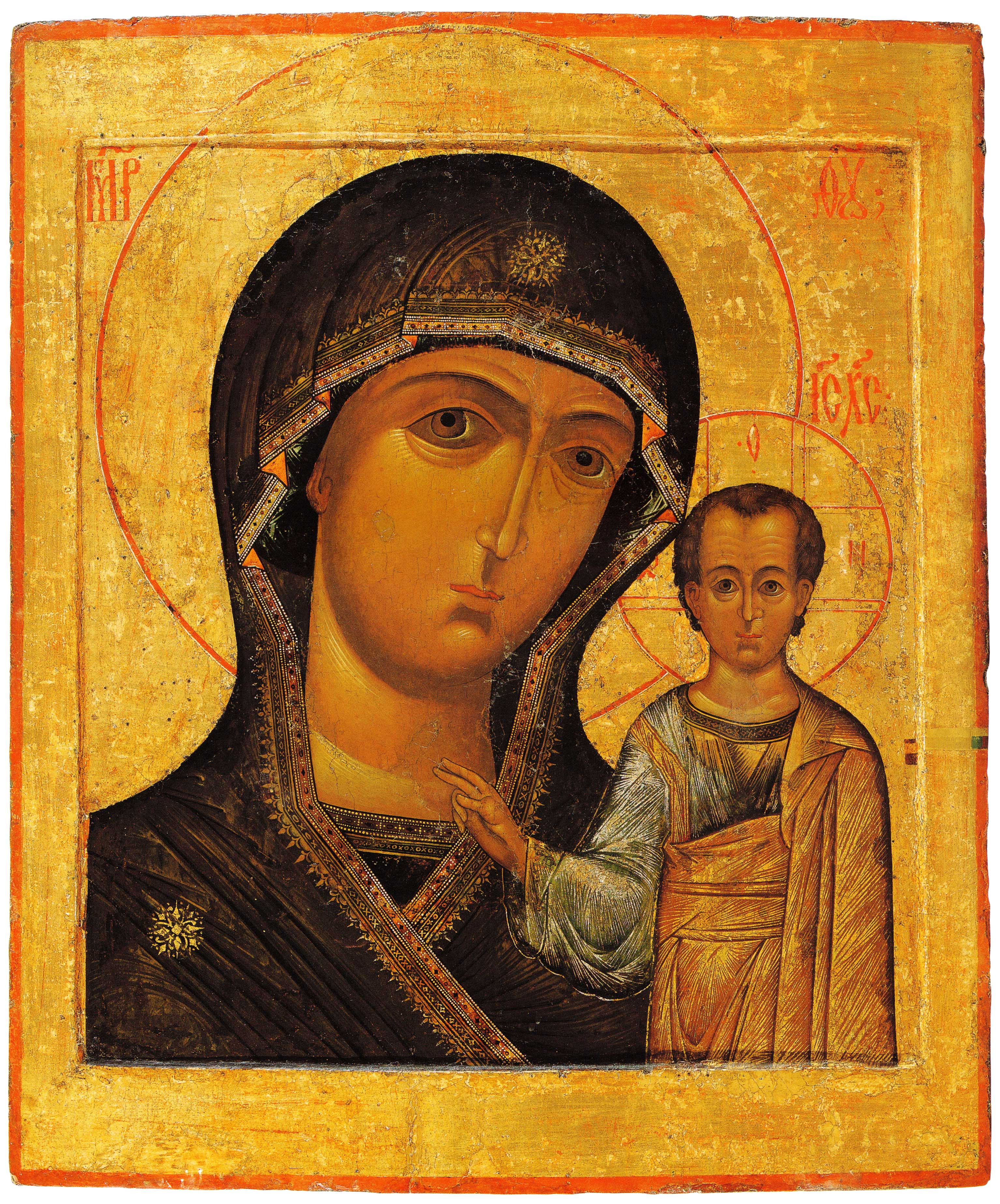
Казанская икона Божией Матери

Православие во Вьетнаме — самое малочисленное из крупнейших направлений христианства в стране. Представлено четырьмя приходами Русской православной церкви: в честь Казанской иконы Божьей Матери в городе Вунгтау, Блаженной Ксении Петербургской в городе Ханое и Покрова Пресвятой Богородицы в городе Хошимине.24 февраля 2024 года был учреждён приход города Нячанга в честь святителя Николая Чудотворца. Приходы объединены во Вьетнамское благочиние Филиппинско-Вьетнамской епархии.
Благословение на открытие первого православного прихода во Вьетнаме в городе Вунгтау было дано 17 июля 2002 года в Свято-Троицкой Сергиевой Лавре на заседании Священного синода Русской православной церкви.

## Хронология православных мероприятий
Первым из иерархов РПЦ, посетивших Вьетнам, был митрополит Смоленский и Калининградский Кирилл (с 2009 года Патриарх Московский и всея Руси). Делегация ОВЦС во главе с митрополитом пребывала в южном и северном Вьетнаме в ноябре 2001 года. В ходе поездки владыка Кирилл встречался с соотечественниками, проводил пастырские беседы, совершил молебны в Ханое, Хошимине и Вунгтау, где присутствовало около 600 человек.
Первая божественная литургия и пасхальные богослужения на территории Вьетнама были совершены весной 2002 года в г. Вунгтау, где проживает значительная по численности русскоязычная община, представленная сотрудниками СП «Вьетсовпетро». Представители Отдела внешних церковных связей Московского Патриархата регулярно посещают приход в г. Вунгтау для проведения богослужений во время Пасхи и других церковных праздников.
В апреле 2007 г. направленные во Вьетнам сотрудники Секретариата по межправославным отношениям ОВЦС РПЦ МП совершили пасхальные богослужения в приходе РПЦ г. Вунгтау и Генеральном консульстве в г. Хошимине. В день чествования Иверского образа Пресвятой Богородицы (10 апреля) был также совершен водосвятный молебен в Российском центре науки и культуры.
Регулярно посещают Вьетнам клирики Владивостокской епархии РПЦ, которые в 2008 г. совершили богослужения и освящение ряда зданий в городах Ханой, Хошимин, Вунгтау, а весной 2009 г. отслужили первую божественную литургию в столице СРВ Ханое.
В апреле 2010 года в городе Вунгтау делегацией Отдела внешних церковных связей Московского Патриархата по делам дальнего зарубежья было совершено Пасхальное богослужение, которое возглавил священник С. Звонарев, специально прибывший с этой целью во Вьетнам.
С 9 по 18 апреля 2012 года насельник Донского ставропигиального мужского монастыря иеромонах Косма (Афанасьев) посетил православную общину в городе Вунгтау с пастырским визитом, приуроченным к празднику Светлого Христова Воскресения. Было отслужено три Божественные Литургии, совершены Таинства Соборования и Крещения, проведены Молебны и освящены помещения столовой, и больницы для сотрудников совместного предприятия «Вьетсовпетро», проведены пастырские беседы с соотечественниками.

## Образование Патриаршего экзархата в Юго-Восточной Азии
В связи с образованием Патриаршего экзархата РПЦ в Юго-Восточной Азии с центром в Сингапуре приходы РПЦ в Социалистической Республике Вьетнам были включены в сферу пастырской ответственности указанного экзархата. В феврале 2019 года была образована Филиппинско-Вьетнамская епархия в составе Патриаршего экзархата в Юго-Восточной Азии, а епархиальный архиерей получил титул «Манильский и Ханойский». Правящим архиереем, по данным на февраль 2020 года, является митрополит Ханты-Мансийский и Сургутский Павел (Фокин Павел Семенович). В июле 2019 года в юрисдикцию Филиппинско-Вьетнамской епархии РПЦ были приняты новообразованные приходы: приход Блаженной Ксении Петербургской в г. Ханое и приход Покрова Пресвятой Богородицы в г. Хошимине. Управляющий Филиппинско-Вьетнамской епархией посещал Вьетнам в октябре 2019 года.